# Edward G. Mazurs
Edward G. Mazurs  (* 1894 in Litauen; † 1983) war ein US-amerikanischer Chemiker und Chemiehistoriker, bekannt für ein Buch über die Geschichte des Periodensystems und seine graphischen Darstellungen.
Mazurs studierte in Riga und lehrte dort 1919 bis 1940 als Chemieprofessor. 1949 ging er in die USA und arbeitete als Chemiker bei Argo Corn Products in Chicago. Nach dem Ruhestand 1959 zog er nach Santa Barbara in Kalifornien und war Lehrer am Westmont College.
Sein Buch führte über 700 Abbildungen von Periodensystemen auf ab 1862, die er auch klassifizierte. Er selbst entwickelte auch eine eigene graphische Darstellung und als Weiterentwicklung des Systems von Charles Janet. Seine Darstellung ist historisch nicht immer zuverlässig (die Abbildungen sind Nachzeichnungen von Mazurs, teilweise ergänzt).
Sein Nachlass ist im Science History Institute.